# Mirosława Chamcówna
Mirosława Chamcówna (ur. 11 lipca 1919 w Lublinie, zm. 14 lutego 2000 we Wrocławiu) – polska historyk oświaty, uczestniczka działań opozycyjnych w czasach PRL, członek założyciel Klubu Inteligencji Katolickiej we Wrocławiu i Towarzystwa Kursów Naukowych.

## Życiorys

### Działalność naukowa
Jej ojcem był poseł na Sejm II RP Antoni Chamiec (1891–1965). W 1947 ukończyła studia historyczne na Uniwersytecie Jagiellońskim, pracowała tamże w latach 1949–1955. W 1950 obroniła pracę doktorską pt. Szkoła Główna Koronna w czasie wizytacji i rektoratu Hugona Kołłątaja (1777–1786). Od 1955 zatrudniona na Uniwersytecie Wrocławskim, w Katedrze Pedagogiki, na stanowisku adiunkta, w 1957 mianowana docentem, w 1973 profesorem nadzwyczajnym. W latach 1977–1981 pod presją władz PRL przeniesiona do Akademii Wychowania Fizycznego we Wrocławiu na stanowisko kierownika Zakładu Historii Kultury Fizycznej. Prowadziła wykłady z historii kultury fizycznej. Na Uniwersytet Wrocławski powróciła w 1981. W latach 1981–1984 była wicedyrektorem, w latach 1984–1987 dyrektorem Instytutu Pedagogiki UWr. Była członkiem kolegium redakcyjnego „Kwartalnika Historii Nauki i Techniki”, „Przeglądu Historyczno-Oświatowego”. Była przewodniczącą komitetu redakcyjnego „Prac pedagogicznych” oraz serii „Studiów z dziejów oświaty i myśli pedagogicznej”, które powołała do życia. Współpracowała z Komisją do Dziejów Oświaty i Szkolnictwa PAU/PAN. Prowadziła wykłady z kultury oświecenia europejskiego na Katolickim Uniwersytecie Lubelskim.

### Książki
- Uniwersytet Jagielloński w dobie Komisji Edukacji Narodowej: Szkoła Główna Koronna w okresie wizyty i rektoratu Hugona Kołłątaja 1777–1786 (1957)
- Uniwersytet Jagielloński w dobie Komisji Edukacji Narodowej: Szkoła Główna Koronna w latach 1786–1795 (1959),
- Jan Śniadecki (1963)

### Działalność opozycyjna
W 1957 należała do założycieli Klubu Inteligencji Katolickiej we Wrocławiu, następnie była członkiem jego zarządu. Od 1976 zaangażowana w pomoc Komitetowi Obrony Robotników, od 1977 także Studenckiemu Komitetowi Solidarności we Wrocławiu. W 1978 podpisała deklarację założycielską Towarzystwa Kursów Naukowych. W jej mieszkaniu odbywały się spotkania wrocławskich działaczy opozycji (w tym tzw. Rady Jedności gromadzącej przedstawicieli różnych środowisk niezależnych) oraz niezależne wykłady i spotkania samokształceniowe studentów. W sierpniu 1980 zainicjowała petycję solidaryzującą się ze strajkującymi robotnikami, wspierała wrocławski Międzyzakładowy Komitet Strajkowy. Została w związku z tym zatrzymana na 48 godzin w dniu 28 sierpnia 1980. W marcu 1981 została też członkiem Międzyzakładowego (następnie Regionalnego) Komitetu Obrony Więzionych za Przekonania. W latach 80. XX wieku współpracowała z Arcybiskupim Komitetem Charytatywnym we Wrocławiu „Pod Czwórką”.
W 1989 została odznaczona Krzyżem Kawalerskim Orderu Odrodzenia, a w 2007 pośmiertnie Krzyżem Oficerskim tego Orderu (M.P. z 2008, nr. 33, poz. 293).
Pochowana na Cmentarzu św. Wawrzyńca we Wrocławiu.

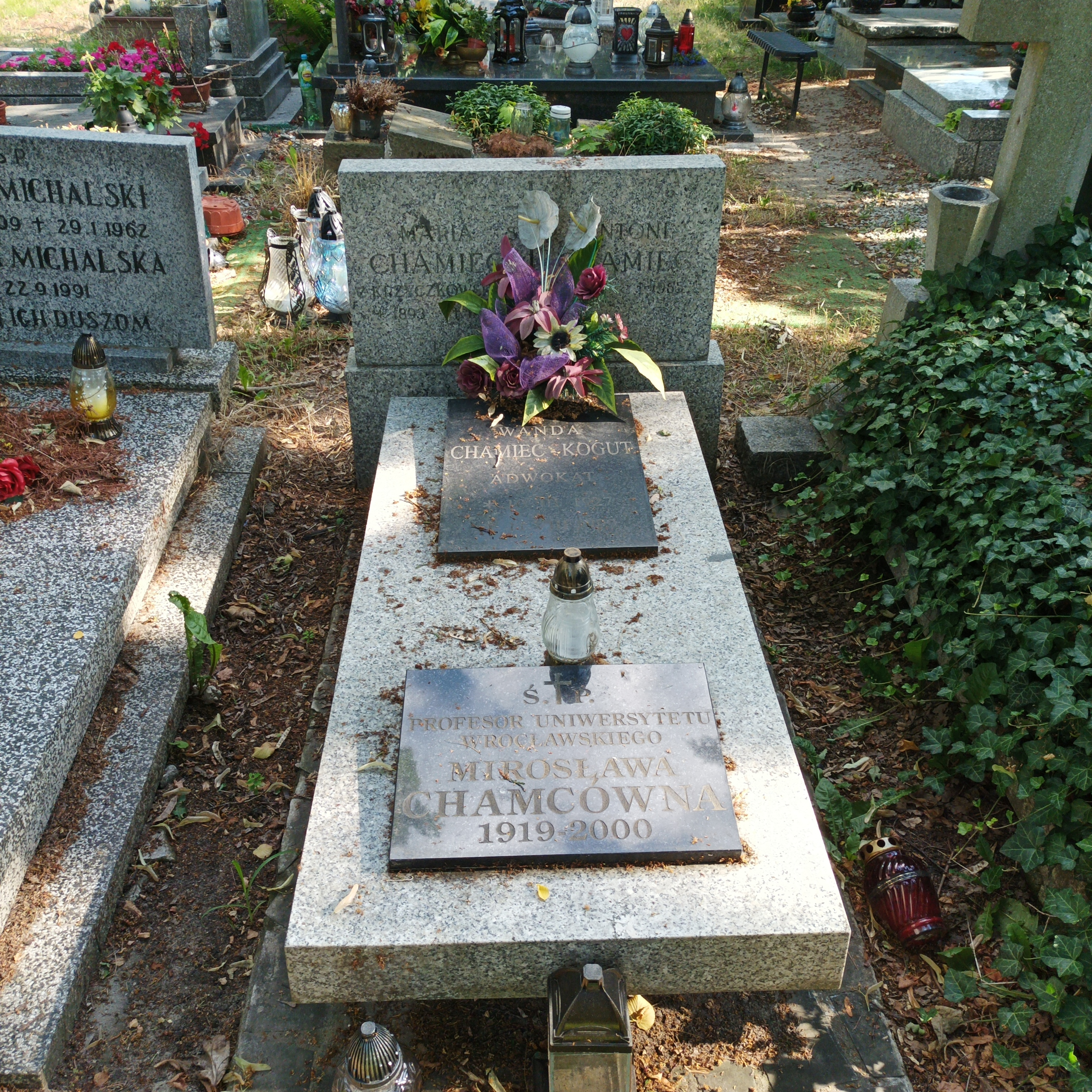
Grób prof. Mirosławy Chamcówny na Cmentarzu św. Wawrzyńca we Wrocławiu

## Upamiętnienie
Od 2018 roku jest patronką ronda na wrocławskim Muchoborze Wielkim.